# 米原於菟男

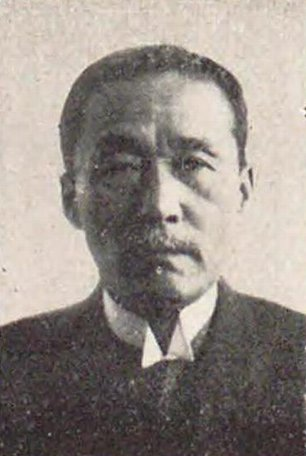
米原於菟男

米原 於菟男（よねはら おとお、1865年12月8日（慶応元年10月21日） - 1931年（昭和6年）8月8日）は、日本の衆議院議員（立憲政友会→政友本党→立憲政友会）、ジャーナリスト。

## 経歴
金沢市出身。東京外国語学校や東京高等商業学校（現一橋大学）で学んだ。「金沢新報」や「石川新聞」で記者を務め、石川新聞社の社長となった。そのかたわら、金沢市会議員、石川県会議員、同議長を歴任した。
1922年（大正11年）の衆議院補欠選挙に出馬し、当選。1924年（大正13年）の第15回衆議院議員総選挙でも再選された。
その他、能登鉄道株式会社取締役、北陸共同電気株式会社取締役を務めた。